# Dichaetomyia saperoi
Dichaetomyia saperoi este o specie de muște din genul Dichaetomyia, familia Muscidae, descrisă de Richard Mitchell Bohart și J. Linsley Gressitt în anul 1946. Conform Catalogue of Life specia Dichaetomyia saperoi nu are subspecii cunoscute.